# Oudewijvenkoek

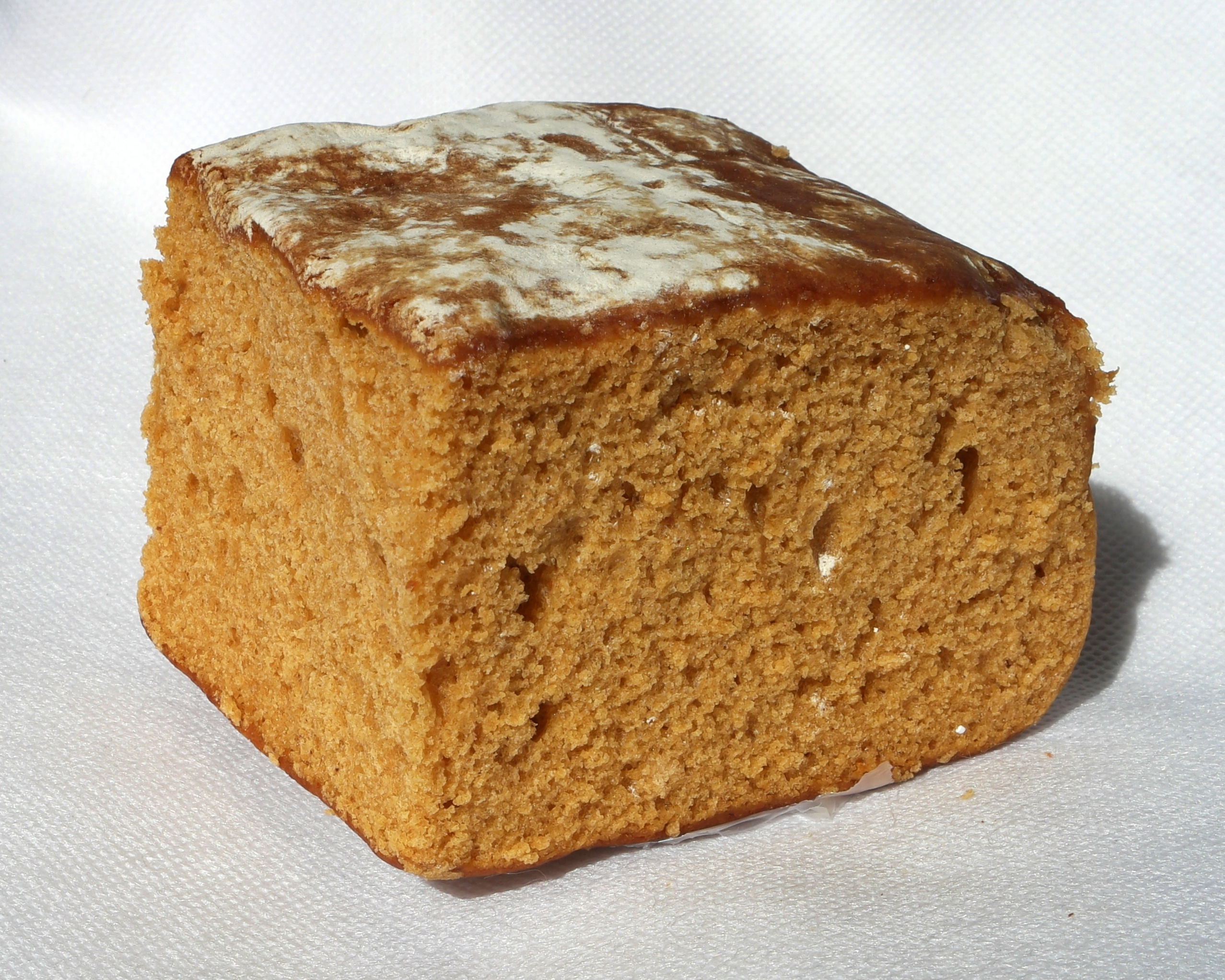
Oudewijvenkoek

Oudewijvenkoek of olwief is ontbijtkoek-variant met een lichte anijssmaak. De koek wordt meestal bij de koffie geserveerd.
De lichtgekleurde koek wordt voornamelijk in het noorden van Nederland gegeten en is een specialiteit van de provincie Groningen. Toch is een 'plakkie olwief' bij de koffie, het liefst besmeerd met boter, ook in de Groningse grensgebieden van Drenthe niet ongewoon. Door de introductie in landelijke supermarkten is de koek in het hele land te verkrijgen.
De naam zou te danken zijn aan de textuur die de koek geschikt maakt om gegeten te worden door oude vrouwen zonder tanden.